# Portrait of an American Family
Portrait of an American Family е дебютният албум на Мерилин Менсън, издаден през 1994 година. Както и в следващите два албума Трент Резнър е ко-продуцент.

## Песни
1. Prelude (The Family Trip) – 1:20 (Менсън, Гейси)
2. Cake and Sodomy – 3:46 (Бърковитц)
3. Lunchbox – 4:32 (Бърковитц, Гейн)
4. Organ Grinder – 4:22 (Гейн, Бърковитц)
5. Cyclops – 3:32 (Бърковитц, Гейн, Гейси)
6. Dope Hat – 4:21 (Бърковитц, Гейн, Гейси)
7. Get Your Gunn – 3:18 (Бърковитц, Гейн)
8. Wrapped in Plastic – 5:35 (Бърковитц)
9. Dogma – 3:22 (Бърковитц)
10. Sweet Tooth – 5:03 (Гейси, Гейн)
11. Snake Eyes and Sissies – 4:07 (Бърковитц, Гейн, Гейси)
12. My Monkey – 4:31 (Бърковитц)
13. Misery Machine – 5:28 (Бърковитц, Гейн, Гейси)

## Фактология
- Всички барабани в албума са дигитално генерирани.
- Басистът Гиджет Гейн бива уволнен след приключването на албума.
- Дейзи Бърковитц помага при композирането на всички песни без Prelude (The Family Trip) и Sweet Tooth.
- Първоначално албумът е трябвало да се казва The Manson Family Album.
- Snake Eyes and Sissies е била предводена да бъде пусната като сингъл, но вместо това групата пуска Get Your Gunn.
- Песента Filth бива изтрита още преди издаването на албума и никога не вижда бял свят.
- Въпреки че чисто технически няма нито една скрита песен в албума, няколко секунди след края на Misery Machine започва допълнително аудио. Семпълът, който се чува е Go home to your mother! Doesn't she ever watch you!? Tell her this isn't some Communist day-care center! Tell your mother I hate her! Tell your mother I hate you! и е от филма на Джон Уотърс Desperate Living. След това се чува телефон, който настойчиво звъни няколко минути и накрая се включва телефонния секретар, предполагаемо на родител на някой фен на Менсън.
- Менсън е споделял, че е имал идеята на обложката на албума да се постави негова гола снимка като малко дете, но лейбълът му веднага му отказва, смятайки, че това може да бъде възприето като детска порнография. Това обяснява и защо това е единственият албум, на чиято обложка не се появява Мерилин Менсън.
- Песента My Monkey заема част от текста от песен на Чарлз Менсън Mechanical Man.
- Точно на 2:29 минута от Get Your Gunn се чува звук от бурна тълпа и изстрел, фактически това е аудио запис от публичното самоубийство на американския политик Бъд Дуайър на една пресконференция през 1987 г.
- Тексът използван в Prelude (The Family Trip е цитат от книгата на Роалд Дал „Чарли и шоколадовата фабрика“. Промо материали около албума, а впоследствие и обложката на Smells Like Children също много напомнят за филмовата екранизация на книгата от 1971 година.